# Things We Said Today
"Things We Said Today" er B-siden på det engelske rockband The Beatles' syvende single "A Hard Day's Night/Things We Said Today", der blev udgivet i Storbritannien den 10. juli 1964. Nummeret toppede sammen med A-siden hitlisterne i bl.a. Storbritannien, USA, Australien, Irland, New Zealand og Sverige. Sangen var inkluderet på gruppens soundtrackalbum A Hard Day's Night.

## Komposition
Paul McCartney skrev "Things We Said Today" i maj 1964, mens han holdt ferie på Jomfruøerne. Han og hans kæreste Jane Asher rejste til Saint Thomas denne måned med bandkammeraten Ringo Starr og hans kæreste Maureen Cox. Ved at leje en privat yacht med en besætning, Happy Days, brugte parrene deres tid på at fiske, svømme og lytte til Calypso-musik. McCartney købte en billig akustisk guitar for at "holde sig i gang" med at spille og komponere og begyndte at komponere nummeret under dæk i sin kahyt en eftermiddag for at få tankerne lidt væk fra hans begyndende søsyge. Da han kunne lugte olien fra motoren dernede, valgte han at færdiggøre kompositionen oppe på dækket. Barry Miles citerer ham i "The Beatles Diary" for at sige: "Der var noget ved atmosfæren der, som gjorde mig ret opsat på at skrive nye sange om aftenen." Nummeret er son vanligt krediteret Lennon-McCartney.
"Things We Said Today" er primært skrevet i tonearten A-mol og står i 4 fjerdedels takt. Musikken er melodisk kompleks og bruger akkorder mere typiske for klassisk musik og jazz end popmusik. Mellem versene skifter det mellem dur- og moltonarter, mens teksterne skifter mellem første og tredje person og mellem fremtid og nutid. Ifølge Alan W. Pollack har nummeret tydelige overraskende momenter fra starten. Akustiske guitarer og trommers jævne anslag og strøg sætter en overvejende rolig stemning, men to detaljer modsiger det, og man fornemmer mulige intense øjeblikke forude.
Først og fremmest gør den indledende rytmiske fanfare (di-di-dum) opmærksom på et større, mere ildevarslende brag, end man skulle tro, man kunne have brug for i betragtning af den formodede blide karakter af den kommende sang.
For det andet bliver akkorderne i den synkoperede elektriske guitarstemme understreget på halvslaget mellem takt 3 og 4 i takten.
Teksten adresserer sangerens kærlighed til en pige på trods af afstanden mellem dem. Sangen handler meget om den situation Paul og Jane befandt sig i i deres kærlighedsliv med hyppig adskillelse, men teksten er skrevet, så det virker mere generelt og ikke specielt. McCartney beskrev senere sangen som udvisende "fremtidig nostalgi", idet han var "nostalgisk over det øjeblik, vi lever i nu."

## Indspilning
"Things We Said Today" blev indspillet den 2. juni 1964 i studie 2, EMI Studios, London sammen med flere sange til albummet "A Hard Day's Night". Sangen var allerede færdigindspillet efter 3 optagelser. Den første havde en forkert start, den anden var komplet med sang og rytmesession, og på den tredje, der var bedst var der følgende overdubs: Paul lavede tospoeret sang, Ringo lagde tambourin på og John spillede klaver. Det blev besluttet at udelade klaveret igen ifølge optagelsesnoterne, hvilket man nemmere kan på flersporede optagelser end på tosporede. Klaveret var dog ikke helt adskilt fra de andre instrumenter, da en smule af lyden lækkede ind i de andre mikrofoner. Så det kan høres i baggrunden på den færdige udgave.
Der findes dokumentation, der tyder på, at The Beatles ankom omkring kl. 21:30 til EMI Studie 2 for at optage uspecificerede overdubs til "Things We Said Today" den 3. juni 1964. Dette var samme dag, som de tidligere havde Jimmy Nicol til prøve for at erstatte en syg Ringo Starr til begyndelsen af deres første verdensturné. Hvis disse dokumenter er sande, blev mindst én af de ovenfor nævnte overdubs optaget på denne dag.
George Martin afsatte den 4. juni 1964 til at lave monomix af alle de seneste Beatles-optagelser, men på en eller anden måde forsømte han "Things We Said Today". Han er måske løbet tør for tid den dag, eller han glemte simpelthen denne sang. Uanset hvad, så blev det mono-mix, vi alle kender, lavet under den næste mix-session den 9. juni 1964 af George Martin og teknikerne Norman Smith og Ken Scott. Nummeret blev færdigmixet til stereo den 22. juni 1964.

## Udgivelse
"Things We Said Today" blev i Storbritannien udgivet som B-side til "A Hard Day's Night"-singlen den 10. juli 1964 samtidig med albummet "A Hard Day's Night", hvor nummeret er at finde på side 2, der ikke er soundtrack til filmen, som det tredje nummer mellem "I'll Cry Instead" og "When I Get Home". 
Den første amerikanske udgivelse af "Things We Said Today" var den 20. juli 1964 med udgivelsen af Capitol-albummet "Something New". Dens fremtrædende plads som den anden sang på albummet gjorde godt for at give den fortjent opmærksomhed i USA.
Singlen "A Hard Day's Night/Things We Said Todayt" toppede med det samme hitlisterne i Storbritannien, og denne samt albummet "A Hard Day's Night" holdt topplaceringen på hitlister samtidigt i et par uger i august 1964.

## Musikere
- Paul McCartney – tosporet sang, bas
- John Lennon – akustisk rytmeguitar, klaver
- George Harrison – singleguitar
- Ringo Starr – trommer, tambourin